# Ordensburg Liebstedt
Die Ordensburg Liebstedt, auch Wasserburg Liebstedt genannt, befindet sich in der Berggasse 95 in Liebstedt, einem Ortsteil der Landgemeinde Ilmtal-Weinstraße im Landkreis Weimarer Land in Thüringen.
Die Ordensburg Liebstedt ist die einzige weitgehend vollständig erhaltene Burg des Deutschen Ordens auf dem Gebiet der Bundesrepublik Deutschland und die einzige bestehende Ordensburg des Deutschen Ordens in Europa, die auf einer Straße errichtet wurde und den ursprünglichen Charakter als Durchgangsburg (oder Straßenburg) erhalten hat.

## Geschichte
Die Burg wurde ursprünglich im 10. Jahrhundert erbaut. Sie wurde als Wasserburg mit Wassergraben an einer der bedeutendsten mittelalterlichen Fernhandelsstraßen, der Kupferstraße, errichtet. Die Ursprünge der Kupferstraße reichen bis in die Frühgeschichte zurück. Die Straße verband bis 1846 Jütland im Norden mit Venedig im Süden.
956 wurde „Libenstete“ (Liebstedt) und „Azmenstat“ (Oßmannstedt) von Otto I. an das Kloster Quedlinburg verschenkt. 1300 kam die Burg an das Kloster Pforte und 1304 an das Kloster Hersfeld. 1314 erwarben die Landgrafen von Thüringen die Burg und sie wurde Lehen des Grafen Heinrich von Beichlingen. 1331 kam sie zum Deutschen Ritterorden, der eine Komturei errichtete, einen Verwaltungsbezirk, der Liebstedt, Goldbach und Wohlsborn umfasste.

## Architektur
Einzigartig ist das Verteidigungssystem der Burg, ein Dreifach-Graben-Wallsystem, eine Kombination aus Wasser- und Trockengräben und Wallanlagen. Die Wallanlagen umschlossen den ganzen Ort. Der Wassergraben, gefüllt mit Schichtwasser, umschloss die Kernburg und bildete so eine künstliche Insel, die nur über zwei Zugbrücken mit Tortürmen erreichbar war. Der Wassergraben ist zum Teil rekonstruiert und befüllt.
Eine Besonderheit stellt die Backsteinbauweise dar. Bei einem tiefgreifenden Umbau im 15. Jahrhundert wurde die in diesen Breiten bis dato unbekannte Bauweise angewandt und verbreitete sich wohl von hier ausgehend, gefördert durch den Deutschen Ritterorden, in ganz Thüringen (Backsteingotik).
1809 wurde der Deutsche Orden auf Weisung Napoleons enteignet. Nach dem Wiener Kongress erhielt das Großherzogtum Sachsen-Weimar-Eisenach die Burg.
Der Komplex umfasst heute zirka drei Hektar. Die Vorburg, die als Wirtschaftshof (Remise für Kutschen und Wagen, Stallungen, Wohnungen für das Gesinde) diente, hat auch in der Scheune eine dort eher unübliche Dachkonstruktion ohne vertikale Stützbalken.

## Herren von Liebstedt
Die ritterliche Familie von Liebstedt, eines Stammes mit den Rittern von Oßmannstedt und denen von Denstedt, ist urkundlich von 1211 bis 1348 nachgewiesen. 1221 wurde der Ritter Heinrich von Liebstedt in einer Urkunde des Klosters Oberweimar als Vogt, 1265 Heinrich von Liebstedt als Laienbruder des Klosters Pforta und 1285 ein Ludwig von Liebstedt als Zeuge erwähnt. Die drei Linien führten alle einen Hahn im Wappen.

## Heutige Nutzung
Das gesamte Burggelände wurde seit 1998 durch die Ordensburg-Gilde bewirtschaftet. Durch jährliche Veranstaltungen, wie das Mittelalterspektakel zu Ostern, das Gautschfest im August und das Kaisermanöver im September wurde die Burg wieder zum Leben erweckt, war zu einem kulturellen Zentrum Thüringens geworden und konnte auch für private Zwecke genutzt werden. Die Burg wurde im Dezember 2016 an eine private Investorengruppe veräußert und wird renoviert. Sie ist aktuell nur zu Veranstaltungen geöffnet.

## Andere Durchgangsburgen in Deutschland und Europa
- Burgruine Todenwarth